# 恋愛の十ヶ条
『恋愛の十ヶ条』（れんあいのじゅっかじょう）は、2007年6月27日に発売されたPOSSIBILITYの2枚目シングル。

## 解説
前作『NAME/Runner』から4ヶ月でのリリースとなるシングル。初回生産限定盤には、DVDが付く。
2008年に音楽ユニット、Hi-Prixによってカバーされた（『Wipe Out／太陽にほえろのテーマ』に収録）。

## 収録曲

### CD
全作詞：43K、EIG 作曲：KAZU-O、SHIMADA、HAYATO
1. 恋愛の十ヶ条
編曲：Naoki-T、POSSIBILITY
2. Ride on the music
編曲：Masao Akashi、POSSIBILITY
3. Summer day
編曲：POSSIBILITY
4. 恋愛の十ヶ条 Low-Cuts Remix
編曲：SHUN、SHUYA

### DVD
1. 恋愛の十ヶ条 ビデオクリップ
2. POSSI-TV ダイジェスト

## 収録アルバム
- New World（2008年10月08日）